# Pierre Pettigrew
Pierre Stewart Pettigrew, född 18 april 1951 i Québec, är en kanadensisk politiker inom Kanadas liberala parti.
Han avlade 1972 sin grundexamen i filosofi vid Université du Québec à Trois-Rivières. Han avlade sedan 1976 sin master's i internationella relationer vid Oxfords universitet.
Han var utrikespolitisk rådgivare åt Kanadas premiärminister Pierre Trudeau 1981-1984. Han arbetade sedan 1985-1995 för Deloitte & Touche i Montréal som konsult för företag med internationella marknader. Han var ledamot av underhuset i Kanadas parlament 1996-2006. Han innehade tre olika ministerposter i Jean Chrétiens kabinett mellan 1996 och 2003. I Paul Martins kabinett tjänstgjorde han först som hälsominister 2003-2004 och samtidigt som minister med ansvar för relationer mellan den federala regeringen och provinsregeringarna (Minister of Intergovernmental Affairs). Han tjänstgjorde därefter som Kanadas utrikesminister 2004-2006. Han förlorade sitt mandat i underhuset i 2006 års val samtidigt som Liberalerna förlorade regeringsmakten.
National Post har utsett Pettigrew till parlamentsledamoten med det bästa håret.[källa behövs] Efter den politiska karriären arbetar han för Deloitte Canada.